# Южный Парк (19-й сезон)
Девятнадцатый сезон американского анимационного телесериала «Южный Парк» впервые транслировался в США на телеканале Comedy Central с 16 сентября по 9 декабря 2015 года. В этом сезоне были запланированы «тёмные недели» (недели, в которые не появлялись новые эпизоды) после третьего эпизода, шестого эпизода и восьмого эпизода.
Джеймс Поневозик из The New York Times назвал этот сезон бодрящим для сериала, похвалив его «амбициозную, последовательную историю» и охарактеризовав её как «что-то вроде грандиозной, хотя и запутанной, единой теории гнева, неравенства и разочарования в Америке 2015 года».

## Актёрский состав

### Основной состав
- Трей Паркер — Стэн Марш / Эрик Картман / Рэнди Марш / П.К. Директор / мистер Гаррисон / Клайд Донован / мистер Маки / Стивен Стотч / Джимми Волмер
- Мэтт Стоун — Кайл Брофловски / Кенни Маккормик / Баттерс Стотч / Джеральд Брофловски / Стюарт Маккормик / Крэйг Такер / Джимбо Керн
- Эйприл Стюарт — Лиэн Картман / Шелли Марш / Шерон Марш / мэр Мэкдэниэлс / миссис Маккормик / Венди Тестабургер / директриса Виктория
- Мона Маршалл — Шейла Брофловски / Линда Стотч

### Приглашённые звёзды
- Билл Хейдер — Том

## Эпизоды
| № общий | № в сезоне | Название                                                           | Режиссёр    | Автор сценария | Дата премьеры    | Произв. код | Зрители США (млн) |
| --- | ---------- | ------------------------------------------------------------------ | ----------- | -------------- | ---------------- | ----------- | ----------------- |
| 258 | 1          | «Потрясающая и Храбрая» «Stunning and Brave»                       | Трей Паркер | Трей Паркер    | 16 сентября 2015 | 1901        | 1.77              |
| Новый политкорректный директор школы собирается изменить жителей Южного Парка, заставив их избавиться от сексизма и предубеждений.                                                                                               |            |                                                                    |             |                |                  |             |                   |
| 259 | 2          | «Что стало с моей страной?» «Where My Country Gone?»               | Трей Паркер | Трей Паркер    | 23 сентября 2015 | 1902        | 1.49              |
| Жители США столкнулись с массовым нашествием канадцев. |            |                                                                    |             |                |                  |             |                   |
| 260 | 3          | «Городская часть города» «The City Part of Town»                   | Трей Паркер | Трей Паркер    | 30 сентября 2015 | 1903        | 1.33              |
| Город обновляется и облагораживается. Чтобы вырваться из порочного круга нищеты, Кенни устраивается на работу в ресторан Ганванчи.                                                                                               |            |                                                                    |             |                |                  |             |                   |
| 261 | 4          | «Ты не Иелпишь» «You’re Not Yelping»                               | Трей Паркер | Трей Паркер    | 14 октября 2015  | 1904        | 1.38              |
| В школе новый мальчик, родители которого открыли ресторан в обновлённой части городка. А Картман внезапно становится ресторанным критиком номер один.                                                                            |            |                                                                    |             |                |                  |             |                   |
| 262 | 5          | «Безопасное пространство» «Safe Space»                             | Трей Паркер | Трей Паркер    | 21 октября 2015  | 1905        | 1.21              |
| Картман является последней жертвой постыдного тела. |            |                                                                    |             |                |                  |             |                   |
| 263 | 6          | «Твик + Крейг» «Tweek x Craig»                                     | Трей Паркер | Трей Паркер    | 28 октября 2015  | 1906        | 1.35              |
| Школу Южного Парка облетает новость о романе Твика и Крэйга]. Мистер Маки пытается выяснить, кто пустил этот слух. Тем временем Картман, которому трудно понять такие отношения, обнаруживает, что у него самого есть поклонник. |            |                                                                    |             |                |                  |             |                   |
| 264 | 7          | «Шаловливые ниндзя» «Naughty Ninjas»                               | Трей Паркер | Трей Паркер    | 11 ноября 2015   | 1907        | 1.42              |
| Политкорректные жители Южного Парка решают, что им больше не нужна полиция. Став первым американским городом без копов, горожане готовятся чествовать свою повышенную восприимчивость на Фестивале политкорректности.            |            |                                                                    |             |                |                  |             |                   |
| 265 | 8          | «Спонсорский контент» «Sponsored Content»                          | Трей Паркер | Трей Паркер    | 18 ноября 2015   | 1908        | 1.30              |
| Джимми отправляют к директору за неприличное слово в школьной газете. Его журналистская объективность не вписывается в мировоззрение П.К. Директора. Погубит ли Джимми П.К. Директора?                                           |            |                                                                    |             |                |                  |             |                   |
| 266 | 9          | «Правда и реклама» «Truth and Advertising»                         | Трей Паркер | Трей Паркер    | 2 декабря 2015   | 1909        | 1.43              |
| Будучи настоящим журналистом, Джимми пытается разузнать всю правду о Лесли. Тем временем директриса Виктория и мистер Гаррисон возвращаются в изменившийся до неузнаваемости Южный Парк.                                         |            |                                                                    |             |                |                  |             |                   |
| 267 | 10         | «Последнее правосудие П.К. Директора» «PC Principal Final Justice» | Трей Паркер | Трей Паркер    | 9 декабря 2015   | 1910        | 1.83              |
| Джентрификация Южного Парка подталкивает Рэнди к переезду в город подешевле. Тем временем недоверие Кайла к Стэну рушит их дружбу и вынуждает Кайла вступить в опасный союз.                                                     |            |                                                                    |             |                |                  |             |                   |